# Pithyllis mirei
Pithyllis mirei is een vlinder uit de familie snuitmotten (Pyralidae). De wetenschappelijke naam van deze soort is voor het eerst geldig gepubliceerd in 2009 door Leraut.
De soort komt voor in tropisch Afrika.